# Station Tulungagung
Tulungagung is een spoorwegstation in de Indonesische provincie Oost-Java.

## Bestemmingen
- Matarmaja: (Station Pasar Senen → Station Malang)
- Senja Kediri: (Station Pasar Senen → Station Kediri, KLB naar Station Tulungagung)
- Malabar: (Station Bandung → Station Malang)
- Rapih Dhoho: naar Station Surabaya Kota
- Gajayana: (Station Jakarta Kota, Station Gambir → Station Malang)
- Senja Kediri: (Station Kediri-Station Pasar Senen)
- Rapih Dhoho: naar Station Blitar